# Campanha presidencial de José Serra em 2010
A campanha presidencial de José Serra em 2010 foi suportada pela coligação eleitoral centrista O Brasil pode mais, que foi formada ao redor do Partido da Social Democracia Brasileira (PSDB) para disputar a eleição presidencial de 2010 no Brasil. A coligação foi composta por seis partidos: PSDB, DEM, PTB, PPS, PMN e PTdoB. O candidato presidencial da coligação foi o ex-governador de São Paulo José Serra (PSDB), tendo como vice o deputado federal carioca Indio da Costa (DEM).
No primeiro turno das eleições, em 3 de outubro de 2010, Serra foi o segundo candidato mais votado, tendo 32,61% dos votos. Uma vez que Dilma Rousseff, que foi a candidata mais votada, não foi capaz de conseguir 50% dos votos válidos, um segundo turno foi realizado em 31 de outubro. No segundo turno, Serra obteve 43,95% dos votos, sendo derrotado por Dilma.
Nas eleições parlamentares, a coligação O Brasil pode mais obteve 136 das 513 cadeiras na Câmara dos Deputados, e de 25 dos 81 assentos do Senado Federal. Estes resultados fizeram com que a oposição fosse a menor desde o início da presidência de Luiz Inácio Lula da Silva. A coligação também elegeu onze dos 27 governadores.

## Desempenho
| Eleição presidencial de 2010 | Eleição presidencial de 2010 | Eleição presidencial de 2010 | Eleição presidencial de 2010 | Eleição presidencial de 2010 |
| Turno                        | Candidato                    | Vice                         | Votos                        | %                            |
| ---------------------------- | ---------------------------- | ---------------------------- | ---------------------------- | ---------------------------- |
| 1°                           | Serra                        | Indio da Costa               | 33 132 283                   | 32,61%                       |
| 2°                           | Serra                        | Indio da Costa               | 43 711 388                   | 43,95%                       |

| Eleições parlamentares | Eleições parlamentares |
| ---------------------- | ---------------------- |
| Assentos na Câmara:    | 136 / 513              |
| Assentos no Senado:    | 25 / 81                |

| 11 / 27 |